# Neofundulus guaporensis
Neofundulus guaporensis – gatunek ryby z rodziny strumieniakowatych (Rivulidae), rzędu karpieńcokształtnych. Występuje w Brazylii. Słodkowodna, niewędrowna, klimat tropikalny.